# Stockholms Luciakonsert
Stockholms Luciakonsert, fram till och med 2007 Globens Luciakonsert är världens största luciakonsert och äger rum den helg som infaller närmast under eller efter luciadagen den 13 december i Globen i Stockholm. Konserten genomförs av mellan 1 200 och 1 400 barn och ungdomar från Adolf Fredriks musikklasser och Stockholms musikgymnasium. Från traditionens start medverkade också Stockholms ungdomssymfoniorkester, men sedan år 2000 har i stället Stockholms läns blåsarsymfoniker tagit över denna del av engagemanget.
Evenemanget har genomförts varje år sedan Globens invigning med undantag för julen 2008 då finalen av tv-programmet Idol 2008 inföll i samband med luciakonserterna vilket ledde till brist de nödvändiga repetitionstiderna. Innan Globens invigning hölls en liknande konsert på systerarenan Hovet.
Konserten är registrerad i Guinness Book of World Records som världens största luciatåg och har bland annat blivit mycket positivt omtalat i New York Times.

## Repertoar
Konserten är indelad i flera akter där en av akterna byts ut helt varje år.
Repertoaren är blandad och alltifrån kända stycken som Jul, jul och Betlehemsstjärnan till nyskrivna körarrangemang framförs.

## Genomförande
Arrangemanget innefattar cirka 1200 artister som under ungefär en veckas tid helt ägnar sig åt repetitionsarbetet inför konserterna i Globen. Ett hundratal stage crews arbetar under konserterna med brandskydd, något som är vitalt mot bakgrund av den stora brandrisken med tusentals brinnande ljus och det är ovanligt men förekommande att uppträdande barn svimmar till följd av syrebrist i lokalerna. På senare år har man fått bukt på detta problem genom kraftfull ventilation.
Under många år användes Annexet till uppehållsrum för artisterna men i dag inreds istället stora underjordiska utrymmen till detta ändamål där eleverna kan vila, öva och äta.